# Scandix rostrata
Scandix rostrata är en flockblommig växtart som beskrevs av Richard Anthony Salisbury. Scandix rostrata ingår i släktet nålkörvlar, och familjen flockblommiga växter. Inga underarter finns listade i Catalogue of Life.